# 皇甫誕
皇甫 誕（こうほ たん、生年不詳 - 604年）は、隋の政治家・軍人。字は玄憲。本貫は安定郡烏氏県。

## 経歴
北周の随州刺史の皇甫璠の子として生まれた。北周の畢王宇文賢に召されて倉曹参軍となった。隋が建国されると、兵部侍郎となった。数年して魯州長史として出された。開皇年間に召還されて、比部侍郎・刑部侍郎を歴任して有能で知られた。治書侍御史に転じた。河南道大使に任じられて、流民の定住をうながした。また呼び戻されると、判大理少卿をつとめた。翌年、尚書右丞に転じた。母が死去すると、服喪のため職を去った。服喪の期間に満たずして職務復帰を命じられ、まもなく尚書左丞に転じた。
597年（開皇17年）、漢王楊諒が并州総管となると、皇甫誕は并州総管司馬に任じられて、輔佐と助言にあたった。604年（仁寿4年）、煬帝が即位して、楊諒に入朝を求めると、楊諒は王頍の使嗾により、起兵して反乱を起こした。皇甫誕は何度も諫めたが、聞き入れられず投獄された。楊素の軍がやってくると、楊諒は清源に出て楊素をはばもうとした。主簿の豆盧毓が皇甫誕を獄から出し、ともにはかって并州の城を乗っ取り、楊諒を閉め出した。皇甫誕らは楊諒に敗れて殺害された。後に煬帝により柱国の位を追贈され、弘義公に追封された。諡は明といった。
子の皇甫無逸が後を嗣ぎ、淯陽郡太守となり、平輿侯の爵位を受けた。皇甫無逸は入朝して刑部侍郎となり、右武衛将軍を代行した。

## 伝記資料
- 『隋書』巻71 列伝第36
- 『北史』巻70 列伝第58
- 隋柱国左光禄大夫弘義明公皇甫府君之碑（皇甫誕碑）